# Braunschweiger Turn- und Sportverein Eintracht von 1895 2014-2015
Questa voce raccoglie le informazioni riguardanti il Braunschweiger Turn- und Sportverein Eintracht von 1895 nelle competizioni ufficiali della stagione 2014-2015.

## Stagione
L'Eintracht Braunschweig è retrocesso dalla Bundesliga in 2. Bundesliga dopo un anno di permanenza nella massima serie.

## Maglie e sponsor
Lo sponsor tecnico per la stagione 2013-2014 è Nike con sponsor ufficiale il logo della SEAT.
La prima divisa è gialla con fianchi e maniche azzurri, pantaloncini azzurri e calzettoni gialli. La seconda divisa è azzurra
con bordo manica e colletto bianchi con sottile linea a contrasto. I pantaloncini e i calzettoni hanno lo stesso colore della maglia. La terza maglia riprende la seconda, con il nero al posto dell'azzurro.
| Casa | Trasferta | Terza | 1ª div. portieri | 2ª div. portieri |

## Rosa
| N. |                                 | Ruolo | Calciatore            |
| -- | ------------------------------- | ----- | --------------------- |
| 1  | Germania (bandiera)             | P     | Marjan Petković       |
| 2  | Norvegia (bandiera)             | D     | Vegar Eggen Hedenstad |
| 3  | Svizzera (bandiera)             | D     | Saulo Decarli         |
| 4  | Germania (bandiera)             | D     | Matthias Henn         |
| 5  | Germania (bandiera)             | D     | Benjamin Kessel       |
| 6  | Bosnia ed Erzegovina (bandiera) | C     | Damir Vrančić         |
| 7  | Norvegia (bandiera)             | A     | Håvard Nielsen        |
| 8  | Germania (bandiera)             | D     | Deniz Doğan           |
| 9  | Danimarca (bandiera)            | A     | Emil Berggreen        |
| 10 | Germania (bandiera)             | C     | Mirko Boland          |
| 11 | Germania (bandiera)             | C     | Jan Hochscheidt       |
| 12 | Slovenia (bandiera)             | C     | Nik Omladič           |
| 13 | Germania (bandiera)             | C     | Raffael Korte         |
| 14 | Corea del Sud (bandiera)        | C     | Ryu Seung-woo         |

| N. |                       | Ruolo | Calciatore                |
| -- | --------------------- | ----- | ------------------------- |
| 15 | Germania (bandiera)   | C     | Norman Theuerkauf         |
| 19 | Germania (bandiera)   | D     | Ken Reichel               |
| 20 | Germania (bandiera)   | A     | Torsten Oehrl             |
| 21 | Germania (bandiera)   | D     | Jan Washausen             |
| 22 | Svizzera (bandiera)   | C     | Salim Khelifi             |
| 24 | Germania (bandiera)   | D     | Maximilian Sauer          |
| 25 | Portogallo (bandiera) | D     | Marcel Correia            |
| 26 | Germania (bandiera)   | A     | Julius Düker              |
| 30 | Germania (bandiera)   | C     | Hendrick Zuck             |
| 31 | Germania (bandiera)   | C     | Marc Pfitzner             |
| 32 | Germania (bandiera)   | A     | Dennis Kruppke (capitano) |
| 33 | Polonia (bandiera)    | P     | Rafał Gikiewicz           |
| 36 | Germania (bandiera)   | D     | Mohammed Baghdadi         |

## Calciomercato

### Sessione estiva
| Acquisti | Acquisti              | Acquisti         | Acquisti      |
| R.       | Nome                  | da               | Modalità      |
| -------- | --------------------- | ---------------- | ------------- |
| D        | Vegar Eggen Hedenstad | Friburgo         | prestito      |
| D        | Saulo Decarli         | Livorno          | definitivo    |
| C        | Raffael Korte         | Saarbrücken      | fine prestito |
| C        | Ryu Seung-woo         | Bayer Leverkusen | prestito      |
| C        | Björn Kluft           | Sandhausen       | fine prestito |
| A        | Mushaga Bakenga       | Club Bruges      | prestito      |
| C        | Hendrick Zuck         | Friburgo         | prestito      |
| P        | Rafał Gikiewicz       | Śląsk Breslavia  | definitivo    |

| Cessioni | Cessioni            | Cessioni         | Cessioni      |
| R.       | Nome                | a                | Modalità      |
| -------- | ------------------- | ---------------- | ------------- |
| D        | Ermin Bičakčić      | Hoffenheim       | definitivo    |
| A        | Dominick Kumbela    | Karabükspor      | definitivo    |
| C        | Omar Elabdellaoui   | Olympiacos       | definitivo    |
| C        | Kevin Kratz         | Sandhausen       | definitivo    |
| A        | Jonas Erwig-Drüppel | Jahn Ratisbona   | definitivo    |
| C        | Timo Perthel        | Bochum           | definitivo    |
| P        | Daniel Davari       | Grasshoppers     | definitivo    |
| C        | Marco Caligiuri     |                  | svincolato    |
| P        | Benjamin Later      |                  | svincolato    |
| A        | Karim Bellarabi     | Bayer Leverkusen | fine prestito |

### Sessione invernale
| Acquisti | Acquisti       | Acquisti        | Acquisti   |
| R.       | Nome           | da              | Modalità   |
| -------- | -------------- | --------------- | ---------- |
| C        | Nik Omladič    | Olimpia Lubiana | definitivo |
| A        | Emil Berggreen | Hobro           | definitivo |

| Cessioni | Cessioni        | Cessioni        | Cessioni   |
| R.       | Nome            | a               | Modalità   |
| -------- | --------------- | --------------- | ---------- |
| D        | Orhan Ademi     | Aalen           | prestito   |
| C        | Björn Kluft     | Rot-Weiss Essen | definitivo |
| A        | Mushaga Bakenga | Molde           | definitivo |
| A        | Gianluca Korte  | Aalen           | prestito   |

## Risultati

### Bundesliga

#### Girone di andata
| Arbitro: | Aytekin |

|                         |           |                         |
| Liendl 34’ Benschop 65’ | Marcatori | 60’ Reichel 84’ Nielsen |

| Arbitro: | Kinhöfer |

|                              |           |  |
| Nielsen 38’ Reichel 56’, 73’ | Marcatori |  |

| Arbitro: | Perl |

|                       |           |            |
| Matmour 11’ Lakić 53’ | Marcatori | 3’ Kruppke |

| Arbitro: | Gräfe |

|            |           |                 |
| Boland 17’ | Marcatori | 5’, 77’ Terodde |

| Arbitro: | Zwayer |

|                            |           |             |
| Poulsen 19’, 84’ Frahn 20’ | Marcatori | 48’ Nielsen |

| Arbitro: | Ittrich |

|                         |           |  |
| Nielsen 34’ Kruppke 90’ | Marcatori |  |

| Arbitro: | Sippel |

|             |           |  |
| Sobiech 15’ | Marcatori |  |

| Arbitro: | Dietz |

|                        |           |                   |
| Kessel 38’ Bakenga 54’ | Marcatori | 90’ (rig.) Wooten |

| Arbitro: | Petersen |

|                |           |  |
| Hinterseer 46’ | Marcatori |  |

| Arbitro: | Schmidt |

|                 |           |                               |
| Kessel 72’, 90’ | Marcatori | 59’ Stiepermann 68’ Przybyłko |

| Arbitro: | Kempter |

|               |           |                       |
| Schindler 38’ | Marcatori | 18’ Zuck 49’ R. Korte |

| Arbitro: | Cortus |

|                     |           |            |
| Ryu 32’ Kruppke 72’ | Marcatori | 60’ Ludwig |

| Arbitro: | Dankert |

|                      |           |                      |
| Novikovas 43’ (rig.) | Marcatori | 9’ Ryu 59’ Hedenstad |

| Arbitro: | Bandurski |

|  |           |                             |
|  | Marcatori | 1’, 44’ Nielsen 54’ Bakenga |

| Arbitro: | Winkmann |

|             |           |  |
| Nielsen 38’ | Marcatori |  |

| Arbitro: | Drees |

|            |           |  |
| Torres 39’ | Marcatori |  |

| Arbitro: | Kempter |

|         |           |           |
| Ryu 22’ | Marcatori | 28’ Thiel |

#### Girone di ritorno
| Arbitro: | Stegemann |

|                        |           |              |
| Nielsen 27’ Kessel 90’ | Marcatori | 28’ Halloran |

| Arbitro: | Brych |

|  |           |         |
|  | Marcatori | 61’ Ryu |

| Arbitro: | Zwayer |

|  |           |                      |
|  | Marcatori | 35’ Hofmann 73’ Ring |

| Arbitro: | Gräfe |

|                                 |           |                      |
| Terodde 36’, 47’ Terrazzino 41’ | Marcatori | 3’ Boland 84’ Kessel |

| Arbitro: | Hartmann |

|               |           |            |
| Berggreen 45’ | Marcatori | 84’ Kaiser |

| Arbitro: | Kinhöfer |

|               |           |  |
| Rosenthal 90’ | Marcatori |  |

| Arbitro: | Dingert |

|  |           |                         |
|  | Marcatori | 25’ Gonther 65’ Sobiech |

| Arbitro: | Dietz |

|  |           |             |
|  | Marcatori | 77’ Omladič |

| Braunschweig 21 marzo 2015, ore 13:00 CEST 26ª giornata | Eintracht Braunschweig | 0 – 0 referto | Ingolstadt 04 | Eintracht-Stadion (20.700 spett.)\| Arbitro: \| Fritz \| |
| Arbitro:                                                | Fritz                  |               |               |                                                          |

| Arbitro: | Kampka |

|          |           |                                |
| Žulj 28’ | Marcatori | 31’ (a.g.) Thesker 79’ Reichel |

| Arbitro: | Welz |

|                         |           |  |
| Zuck 5’ Hochscheidt 47’ | Marcatori |  |

| Arbitro: | Dietz |

|                           |           |            |
| Quaner 54’ Ofosu-Ayeh 69’ | Marcatori | 51’ Boland |

| Arbitro: | Kempter |

|                                                           |           |                    |
| Hochscheidt 2’ Zuck 69’ Berggreen 77’ Pfitzner 88’ (rig.) | Marcatori | 11’ Wood 31’ Vučur |

| Arbitro: | Thomsen |

|                    |           |  |
| Berggreen 59’, 69’ | Marcatori |  |

| Arbitro: | Rohde |

|                                             |           |               |
| Reichel 31’ (aut.) Blum 52’ Burgstaller 67’ | Marcatori | 68’ Berggreen |

| Arbitro: | Brych |

|  |           |                   |
|  | Marcatori | 43’, 87’ Hennings |

| Arbitro: | Schmidt |

|                          |           |  |
| Schönheim 48’ Polter 59’ | Marcatori |  |

### Coppa di Germania
| Arbitro: | Thomsen |

|  |           |             |
|  | Marcatori | 46’ Nielsen |

| Arbitro: | Kampka |

|  |           |             |
|  | Marcatori | 78’ Nielsen |

| Arbitro: | Drees |

|                     |           |  |
| Alaba 45’ Götze 57’ | Marcatori |  |

## Statistiche

### Statistiche di squadra
| Competizione      | Punti | In casa | In casa | In casa | In casa | In casa | In casa | In trasferta | In trasferta | In trasferta | In trasferta | In trasferta | In trasferta | Totale | Totale | Totale | Totale | Totale | Totale | DR |
| Competizione      | Punti | G       | V       | N       | P       | Gf      | Gs      | G            | V            | N            | P            | Gf           | Gs           | G      | V      | N      | P      | Gf     | Gs     | DR |
| ----------------- | ----- | ------- | ------- | ------- | ------- | ------- | ------- | ------------ | ------------ | ------------ | ------------ | ------------ | ------------ | ------ | ------ | ------ | ------ | ------ | ------ | -- |
| 2. Bundesliga     | 50    | 17      | 9       | 4       | 4       | 25      | 17      | 17           | 6            | 1            | 10           | 19           | 24           | 34     | 15     | 5      | 14     | 44     | 41     | +3 |
| Coppa di Germania | -     | 0       | 0       | 0       | 0       | 0       | 0       | 3            | 2            | 0            | 1            | 2            | 2            | 3      | 2      | 0      | 1      | 2      | 2      | 0  |
| Totale            | -     | 17      | 9       | 4       | 4       | 25      | 17      | 20           | 8            | 1            | 11           | 21           | 26           | 37     | 17     | 5      | 15     | 46     | 43     | +3 |

### Andamento in campionato
| Giornata  | 1 | 2 | 3 | 4  | 5  | 6  | 7  | 8  | 9  | 10 | 11 | 12 | 13 | 14 | 15 | 16 | 17 | 18 | 19 | 20 | 21 | 22 | 23 | 24 | 25 | 26 | 27 | 28 | 29 | 30 | 31 | 32 | 33 | 34 |
| --------- | - | - | - | -- | -- | -- | -- | -- | -- | -- | -- | -- | -- | -- | -- | -- | -- | -- | -- | -- | -- | -- | -- | -- | -- | -- | -- | -- | -- | -- | -- | -- | -- | -- |
| Luogo     | T | C | T | C  | T  | C  | T  | C  | T  | C  | T  | C  | T  | T  | C  | T  | C  | C  | T  | C  | T  | C  | T  | C  | T  | C  | T  | C  | T  | C  | C  | T  | C  | T  |
| Risultato | N | V | P | P  | P  | V  | P  | V  | P  | N  | V  | V  | V  | V  | V  | P  | N  | V  | V  | P  | P  | N  | P  | P  | V  | N  | V  | V  | P  | V  | V  | P  | P  | P  |
| Posizione | 5 | 3 | 7 | 11 | 12 | 10 | 10 | 10 | 11 | 11 | 10 | 9  | 8  | 7  | 2  | 5  | 7  | 4  | 4  | 5  | 5  | 5  | 6  | 7  | 6  | 6  | 5  | 5  | 6  | 6  | 5  | 5  | 5  | 6  |

Legenda:

Luogo: C = Casa; T = Trasferta. Risultato: V = Vittoria; N = Pareggio; P = Sconfitta.

### Statistiche dei giocatori
| Giocatore      | 2. Bundesliga | 2. Bundesliga | 2. Bundesliga | 2. Bundesliga | Coppa di Germania | Coppa di Germania | Coppa di Germania | Coppa di Germania | Totale   | Totale | Totale      | Totale     |
| Giocatore      | Presenze      | Reti          | Ammonizioni   | Espulsioni    | Presenze          | Reti              | Ammonizioni       | Espulsioni        | Presenze | Reti   | Ammonizioni | Espulsioni |
| -------------- | ------------- | ------------- | ------------- | ------------- | ----------------- | ----------------- | ----------------- | ----------------- | -------- | ------ | ----------- | ---------- |
| R. Gikiewicz   | 33            | 0             | 0             | 0             | 3                 | 0                 | 0                 | 0                 | 36       | 0      | 0           | 0          |
| M. Petkovic    | 1             | 0             | 0             | 0             | -                 | -                 | -                 | -                 | 1        | 0      | 0           | 0          |
| M. Baghdadi    | 1             | 0             | 0             | 0             | -                 | -                 | -                 | -                 | 1        | 0      | 0           | 0          |
| M. Correia     | 29            | 0             | 6             | 0             | 3                 | 0                 | 0                 | 0                 | 32       | 0      | 6           | 0          |
| S. Decarli     | 17            | 0             | 4             | 0             | 1                 | 0                 | 0                 | 0                 | 18       | 0      | 4           | 0          |
| D. Doğan       | 7             | 0             | 1             | 0             | -                 | -                 | -                 | -                 | 7        | 0      | 1           | 0          |
| V. Hedenstad   | 28            | 1             | 2             | 0             | 2                 | 0                 | 0                 | 0                 | 30       | 1      | 2           | 0          |
| M. Henn        | 3             | 0             | 0             | 0             | 2                 | 0                 | 0                 | 0                 | 5        | 0      | 0           | 0          |
| B. Kessel      | 28            | 5             | 8             | 0             | 3                 | 0                 | 1                 | 0                 | 31       | 5      | 9           | 0          |
| K. Reichel     | 32            | 4             | 8             | 1             | 3                 | 0                 | 0                 | 0                 | 35       | 4      | 8           | 1          |
| M. Sauer       | 5             | 0             | 0             | 1             | 1                 | 0                 | 1                 | 0                 | 6        | 0      | 1           | 1          |
| J. Washausen   | 3             | 0             | 0             | 0             | -                 | -                 | -                 | -                 | 3        | 0      | 0           | 0          |
| M. Boland      | 33            | 3             | 4             | 0             | 3                 | 0                 | 0                 | 0                 | 36       | 3      | 4           | 0          |
| J. Hochscheidt | 18            | 2             | 3             | 0             | -                 | -                 | -                 | -                 | 18       | 2      | 3           | 0          |
| G. Holtmann    | 1             | 0             | 0             | 0             | -                 | -                 | -                 | -                 | 1        | 0      | 0           | 0          |
| S. Khelifi     | 9             | 0             | 0             | 0             | 2                 | 0                 | 0                 | 0                 | 11       | 0      | 0           | 0          |
| R. Korte       | 16            | 1             | 2             | 0             | 1                 | 0                 | 0                 | 0                 | 17       | 1      | 2           | 0          |
| M. Pfitzner    | 17            | 1             | 7             | 0             | 2                 | 0                 | 1                 | 0                 | 19       | 1      | 8           | 0          |
| S. Ryu         | 16            | 4             | 3             | 0             | 2                 | 0                 | 0                 | 0                 | 18       | 4      | 3           | 0          |
| N. Theuerkauf  | 24            | 0             | 5             | 0             | 2                 | 0                 | 0                 | 0                 | 26       | 0      | 5           | 0          |
| D. Vrančić     | 12            | 0             | 1             | 0             | -                 | -                 | -                 | -                 | 12       | 0      | 1           | 0          |
| H. Zuck        | 31            | 3             | 2             | 0             | 3                 | 0                 | 0                 | 0                 | 34       | 3      | 2           | 0          |
| E. Berggreen   | 13            | 5             | 4             | 0             | -                 | -                 | -                 | -                 | 13       | 5      | 4           | 0          |
| J. Düker       | 9             | 0             | 1             | 0             | 1                 | 0                 | 0                 | 0                 | 10       | 0      | 1           | 0          |
| H. Hyseni      | 1             | 0             | 0             | 0             | -                 | -                 | -                 | -                 | 1        | 0      | 0           | 0          |
| D. Kruppke     | 17            | 3             | 1             | 0             | 2                 | 0                 | 0                 | 0                 | 19       | 3      | 1           | 0          |
| H. Nielsen     | 30            | 8             | 2             | 0             | 2                 | 2                 | 0                 | 0                 | 32       | 10     | 2           | 0          |
| T. Oehrl       | -             | -             | -             | -             | -                 | -                 | -                 | -                 | -        | -      | -           | -          |
| N. Omladič     | 15            | 1             | 3             | 0             | 1                 | 0                 | 0                 | 0                 | 16       | 1      | 3           | 0          |
| O. Ademi       | 5             | 0             | 0             | 0             | 1                 | 0                 | 0                 | 0                 | 6        | 0      | 0           | 0          |
| M. Bakenga     | 17            | 2             | 2             | 0             | 1                 | 0                 | 0                 | 0                 | 18       | 2      | 2           | 0          |
| G. Korte       | 1             | 0             | 0             | 0             | 1                 | 0                 | 1                 | 0                 | 2        | 0      | 1           | 0          |